# Sopianicum flórajárás
A Sopianicum a Dél-Dunántúlt felölelő Praeilliricum flóravidék délkeleti flórajárása. Az erős szubmediterrán hatás miatt többen máig az Illiricum flóratartomány részének tekintik (néhány évtizede ez a nézet még meglehetősen általános volt).

## Földrajzi helyzete
A teljes Baranya vármegye mellett Tolna déli részeit öleli föl.

## Tájegységei
- Mecsek,
- Baranyai-dombság,
- Geresdi-dombság,
- Szekszárdi-dombság,
- Völgység.

Egyes kutatók ide sorolják a Villányi-hegységet is, mások szerint azonban ez afféle szigetként a nyugat-balkáni flóratartomány szlavóniai flóravidékének része.

## Földtani felépítése
A Nyugat-Mecsek alapjában a földtörténeti középkor elején leülepedett karbonátos, a Kelet-Mecsek ennél fiatalabb törmelékes üledékes kőzetekből áll. Ezek között helyenként alkáli bazalt, illetve fonolit lávát szolgáltató vulkánok törtek a felszínre.
A környező dombhátakon lösz rakódott le a jégkorszakban. Alatta többnyire pliocén korú tengeri üledékeket találunk, de a Geresdi-dombságon, az úgynevezett Mórágyi rögben a lösz alól erősen átalakult kőzetek (kristályos pala, gneisz, gránit) bukkannak a felszínre.

## Éghajlata
Magyarországon itt, különösen a Mecsek és a Villányi-hegység mészkőhegyeinek déli lejtőin érezhető legjobban a szubmediterrán hatás. A kontinentális jelleg keleten (Völgység, Szekszárdi-dombság, Baranyai-dombság) erősödik fel.

## Jellemző növénytársulások és fajok
Növényzete a  Pannonicum és az Illiricum flóratartomány közötti, átmeneti jellegű.

### Mecsek
A hegység változatos földtani felépítésének is köszönhetően növénytakarója igen változatos: abban mészkedvelő és mészkerülő növénytársulásokat egyaránt találhatunk.

#### Mészkedvelő növénytársulások
- Mészkő sziklagyepek és lejtősztyeppek:
  - mecseki varjúháj (Sedum neglectum ssp. sopianae) – endemikus alfaj;
  - szarvas bangó (Ophrys scolopax ssp. cornuta).

- Sziklaerdők (Tilio argenteae-Fraxinetum orni) és tetőerdők (Aconito anthorae-Fraxinetum orni):
  - kaukázusi zergevirág (Doronicum orientale);
  - Borhidi-csillagvirág (Scilla vindobonensis subsp. borhidiana) – endemikus alfaj.

- Karsztbokorerdők:
  - baranyai peremizs (Inula spiraeifolia);
  - majomkosbor (Orchis simia).

- Melegkedvelő tölgyesek (Tamo-Quercetum virgilianae):
  - molyhos tölgy (Quercus pubescens);
  - jerikói lonc (Lonicera caprifolium);
  - illatos hunyor (Helleborus odorus);
  - pirítógyökér (Tamus communis);
  - szúrós csodabogyó (Ruscus aculeatus).

- Cseres-tölgyesek:
  - bánáti bazsarózsa (Paeonia officinalis ssp. banatica): Keleti-Mecsek;
  - keleti zergevirág (Doronicum orientale);
  - illatos hunyor (Helleborus odorus);
  - pirítógyökér (Tamus communis);
  - szúrós csodabogyó (Ruscus aculeatus);
  - ezüst hárs (Tilia tomentosa).

- Gyertyános-tölgyesek, bükkösök, szurdok- és törmeléklejtő-erdők:
  - ezüst hárs (Tilia tomentosa),
  - pirítógyökér (Tamus communis),
  - kispárlófű (Aremonia agrimonioides),
  - szúrós csodabogyó (Ruscus aculeatus),
  - lónyelvű csodabogyó (Ruscus hypoglossum),
  - tarka lednek (Lathyrus venetus),
  - illatos hunyor (Helleborus odorus),
  - arany baraboly (Chaerophyllum aureum),
  - olasz müge (Asperula taurina ssp. leucanthera).

#### Mészkerülő növénytársulások
- Égerligetek:
  - borostás sás (Carex strigosa).

- A szelídgesztenyéseket minden bizonnyal a római korban telepítették.

- Hasonképpen a rómaiak telepíthették a mészkerülő tölgyeseket (Luzulo forsteri-Quercetum petraeae) és bükkösöket (Helleboro odori-Fagetum). Aljnövényzetükben él:
  - vörös áfonya (Vaccinium vitis-idaea);
  - délvidéki perjeszittyó (Luzula forsteri).

- gyertyános-tölgyesek (Asperulo taurinae-Carpinetum).

### Dombvidékek
A Völgység, a Baranyai-, a Geresdi- és a Szekszárdi-dombság erdeinek növényzete a Mecsekéhez hasonló, csak kissé fajszegényebb.
- Érdekesek viszont az erdőszéleken néhol fellelhető, töredékes löszgyepek. Ezek jellemző növényei:
  - gyapjas gyűszűvirág (Digitalis lanata): Baranyai-dombság (Nagyárpád);
  - rozsdás gyűszűvirág (Digitalis ferruginea): Baranyai-dombság;
  - szennyes ínfű (Ajuga laxmannii);
  - erdei szellőrózsa (Anemone sylvestris).